# Талдик (перевал)
Талдик — цілорічнодіючий перевал на Алайському хребті, орієнтований з півночі на південь і з'єднує долину річки Гюльча на півночі з Алайською долиною на півдні. Висота перевалу 3615 м. Через перевал проходить шосе — східна ділянка Памірського тракту , що з'єднує місто Ош із селищем Сари-Таш у Алайській долині.
З півночі на перевал дорога піднімається серпантином. На південній стороні перевалу дорога плавно переходить на перевал 40-років Киргизії (3541) і Вже з нього спускається у Сари-Таш.
У 1930-х роках через перевал Талдик було відкрито автомобільне сполучення.